# Lianghe (Dehong)
Der Kreis Lianghe (Chin. Liánghé Xiàn 梁河县; Dai: ᥛᥫᥒᥰᥖᥤᥰ, IPA [mə̂ŋtî]) ist ein Kreis des Autonomen Bezirks Dehong der Dai und Jingpo im Westen der chinesischen Provinz Yunnan. Er hat eine Fläche von 1.136 km² und zählt 134.268 Einwohner (Stand: Zensus 2020). Sein Hauptort ist die Großgemeinde Zhedao (遮岛镇).

## Administrative Gliederung
Auf Gemeindeebene setzt sich der Kreis aus drei Großgemeinden und sechs Gemeinden (davon zwei Nationalitätengemeinden) zusammen. Diese sind:
- Großgemeinde Zhedao 遮岛镇
- Großgemeinde Mengyang 勐养镇
- Großgemeinde Mangdong 芒东镇

- Gemeinde Pingshan 平山乡
- Gemeinde Xiaochang 小厂乡
- Gemeinde Dachang 大厂乡
- Gemeinde Hexi 河西乡
- Gemeinde Jiubao der Achang 九保阿昌族乡
- Gemeinde Nangsong der Achang 曩宋阿昌族乡